# Haemorhous
Haemorhous és un dels gèneres d'ocells de la família dels fringíl·lids (Fringillidae) que resulta de la reorganització d'aquesta família arran recents estudis com ara els de Zuccon et el 2012.

## Taxonomia
Segons la classificació del Congrés Ornitològic Internacional (versió 3.5, 2013), aquest gènere està format per 3 espècies que fins fa poc eren ubicades a Carpodacus:
- Haemorhous purpureus - pinsà porpra.
- Haemorhous cassinii - pinsà de Cassin.
- Haemorhous mexicanus - pinsà casolà.